# Malmiana bubali
Malmiana bubali är en ringmaskart som beskrevs av Preeti Srivastava 1966. Malmiana bubali ingår i släktet Malmiana och familjen fiskiglar. Arten har ej påträffats i Sverige. Inga underarter finns listade i Catalogue of Life.